# علی‌آباد ابوالقاسم‌خانی
 علی‌آباد ابوالقاسم‌خانی، روستایی از توابع بخش شریف‌آباد شهرستان پاکدشت در استان تهران ایران است.

## جمعیت
این روستا در دهستان شریف‌آباد قرار دارد و براساس سرشماری مرکز آمار ایران در سال ۱۳۸۵، جمعیت آن ۱٬۲۳۸ نفر (۳۱۳خانوار) بوده‌است.
اما اکنون تا پایان سال ۱۴۰۲ حدودا بیش از ۹۰۰۰ نفر تخمین زده شده است.
اقوام: عرب سرهنگی .قرایی بوربور.کریمی.عرب درازی. صحرارو. گرمابسری. واین اواخر مهاجران سیستانی،ترکمن،اقوام هایی از خراسان شمالی و رضوی و افغانی 

اماکن باستانی: چهار باغ علی‌آباد متعلق به دوره اشکانیان: گویا چاپار خانه بوده یا پادگانی که اشکانیان به سمت باختر ساخته بودند